# Resfriamento radiante
Resfriamento radiante (português brasileiro) ou Arrefecimento radiante (português europeu) é o processo pelo qual um corpo perde o calor por radiação. No caso do sistema da atmosfera da Terra, ele se refere ao processo pelo qual radiação de grande comprimento de onda, radiação infravermelha, é emitida balanceando a absorção de energia dos comprimentos de onda mais curtos (luz visível) oriundos do Sol.
O processo exato pelo qual a Terra perde calor é mais complexo do que muitas vezes retratado. Em particular, o transporte convectivo de calor, evaporação e transporte de calor latente são todos importantes na remoção de calor da superfície e redistribuindo-o na atmosfera. Puro transporte radiante é mais importante em altitudes superiores. A variação diurna e geográfico complementa a complexidade do quadro.

## Aplicações
Os pesquisadores desenvolveram um dispositivo de célula solar considerando as limitações da energia solar, aproveitando o resfriamento radiativo, no qual uma superfície voltada para o céu passa seu calor para a atmosfera como radiação térmica, perdendo um pouco de calor para o espaço e atingindo uma temperatura mais baixa do que a vizinhança ar. O dispositivo gera eletricidade suficiente para alimentar um LED à noite.